# Corylus

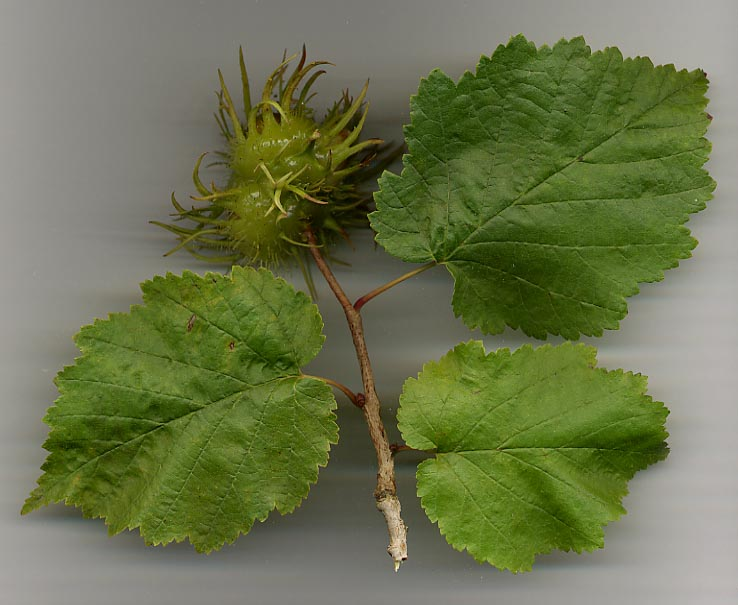
Fulles i fruits de l'avellaner de Turquia

Corylus és un gènere de plantes angiospermes de la família de les betulàcies. És el gènere dels avellaners i els seus fruits són les avellanes.

## Descripció
Són arbres o grans arbusts caducifolis natius de les parts de clima temperat de l'hemisferi nord. Les plantes d'aquest gènere tenen fulles simples i arrodonides amb els marges doblement serrats. La sexualitat de les flors és monoica amb aments unisexuals, els masculins de color groc pàl·lid i d'una mida de 5–12 cm de llarg i els femenins molt petits amb només un carpel vermell, d'un a 3 mm de llarg, visible. El fruit (avellana) és botànicament una núcula d'1–2.5 cm de llarg i 1–2 cm de diàmetres, envoltades per un involucre (o cúpula) que segons les espècies tanca parcialment o totalment el fruit.
La forma i estructura de la bràctea, i també l'hàbit on creix, ja sigui un arbre o un arbust, són importants en la identificació de les diverses espècies.
El pol·len de les espècies, que sovint causa al·lèrgies a finals d'hivern o principis de primavera, es pot identificar amb 600 augments pels seus característics exinis granulars amb tres porus conspicus.

## Taxonomia
Aquest gènere va ser publicat per primer cop l'any 1753 a l'obra Species Plantarum de Carl von Linné (1707-1778).

### Espècies
Dins d'aquest gènere es reconeixen les següents 16 espècies:
- Núcula envoltada per un involucre tou foliós. Arbusts de moltes tiges de fins a 12 m d'alt.
  - Involucre curt, d'una llargada molt similar a la núcula.
    - Corylus americana Walter — Est de Nord-amèrica.[5]
    - Corylus avellana L. — avellaner.[6] Europa, Anatòlia i Caucas.[7]
    - Corylus heterophylla Fisch. ex Trautv. — Oest d'Àsia.[8]
    - Corylus yunnanensis (Franch.) A.Camus — Xina sud i central.[9]

  - Involucre llarg, dues vegades la llargada de la núcula o més, formant un 'bec'.
- Corylus colchica Albov — Caucas.[10]
- Corylus cornuta Marshall — Amèrica delNord.[11]
- Corylus maxima Mill. — Balcans.[12]
- Corylus sieboldiana Blume — Sud de sibèria, nord de la Xina i Japó.[13]
- Núcula envoltada per un involucre rígid i espinós.Arbres de 20–35 m d'alt.
  - Involucre moderadament espinós i amb pèls glandulars.
    - Corylus chinensis Franch. — Xina central.[14]
    - Corylus colurna L. — avellaner de Turquia.[15] Sud-est d'Europa, Turquia, Caucas i nord d'Iran.[16]
    - Corylus fargesii (Franch.) C.K.Schneid. — Xina.[17]
    - Corylus jacquemontii Decne. — Himalàia.[18]
    - Corylus wangii Hu — Xina.[19]

  - Involucre densament espinós, com l'involucre de la castanya.
    - Corylus ferox Wall. — Himalàia, Tíbet, Assam, Myanmar i Xina.[20]
- Altres
  -     - Corylus potaninii Bobrov — Xina central.[21]
    - Corylus wulingensis Q.X.Liu & C.M.Zhang — Sud-est de la Xina.[22]

### Híbrids
S'ha descrit el següent híbrid a la natura:
- Corylus × colurnoides C.K.Schneid.[23]

### Fòssils
L'espècie fòssil més antiga confirmada és Corylus johnsonii trobada a Ferry County, Estat de Washington.
| Tàxons                                                                        | sinònims (i subtàxons inclosos) | nom català | Distribució (WGSRPD) | Forma vital (f.v.); alçària (h) |
| ----------------------------------------------------------------------------- | --- | --- | --- | ------------------------------- |
| Corylus _L.                                                                   | - | avellaner [amnt ♀]: arracada, moc; [frut, semn]: avellana; floc [cupl], clofolla [<frut]                                                                                               | |                                 |
| Corylus americana Marshall                                                    | Corylus americana Walter, Corylus calyculata Dippel, Corylus humilis Willd.                                                                                            | | 71Can-W, 72Can-E, 74EUA-CN, 75EUA-NE, 78EUA-SE, c(Can,EUA), | Nphan; 1-3(5) m                 |
| Corylus avellana _L., s.l.                                                    | incl.: Corylus avellana var. avellana, Corylus avellana var. pontica, Corylus colchica, Corylus maxima                                                                 | avellaners (d'avellanes) [silv, cult-frut] | |                                 |
| Corylus avellana L.                                                           | Corylus glandulosa (Godet) Godet | avellaner comú [pr], avellaner [pr], avellaner europeu [pr], avellaner bord, avellaner de bosc [silv], avellaner de granes rodones, avellanera. [frut, semn]: avellana, avellana comú. | 10Eur-N, 11Eur-C, 12Eur-SW (Fra, ICor, ISar, And, PCat, n[PVal, Esp, Por), c[12Eur-SW, 13Eur-SE, c[13Eur-SE, 14Eur-E, 20Afr-N, [21Macar, 33Cauc, c[33Cauc, 34As-W, c[34As-W, c[36Xina, c[50Aus, c[7EUA, | Nphan, Phan; 2-5(15) m          |
| Corylus avellana cv. 'Fertile de Coutard'; 'Negret'; 'Pauetet'; etc.          | Fertile de Coutard' (= 'Barcelona' (US), 'Castanyera', 'Grossal'); | avellaners (molts cultivars) | cult, |                                 |
| Corylus avellana cv. 'Atropurpurea'; 'Aurea'; 'Contorta'; 'Pendula'; etc.     | Corylus avellana var. atropurpurea G.Kirchn.; var. aurea G.Kirchn.; var. contorta Bean; var. pendula Nestel; etc.                                                      | | cult-orn |                                 |
| Corylus avellana var. pontica (K.Koch) H.J.P.Winkl. (< Corylus avellana s.l.) | Corylus pontica K.Koch, Corylus imeretica Kem.-Nath. | | [13Eur-SE, 33Cauc, 34As-W, | Nphan, Phan; 6 m                |
| Corylus californica (A.DC.) A.Heller / Rose                                   | Corylus cornuta subsp. californica (A.DC.) A.E.Murray, Corylus cornuta var. glandulosa B.Boivin                                                                        | | 71Can-W, 73EUA-NW, 76EUA-SW, | Phan; 8(15) m                   |
| Corylus chinensis Franch.                                                     | Corylus colurna var. chinensis (Franch.) Burkill, Corylus papyracea Hickel                                                                                             | | 36Xina, cult, | Phan; 24-40 m                   |
| Corylus colchica Albov (< Corylus avellana s.l.)                              | - | | 33Cauc, | Nphan; 1 m                      |
| Corylus colurna L.                                                            | Corylus arborescens Münchh., Corylus bizantina Desf., Corylus eggrissiensis Kem.-Nath., Corylus iberica Wittm. ex Bobrov / ex Kem.-Nath., Corylus kachetica Kem.-Nath. | avellaner de Turquia, avellaner turc | [11Eur-C,13Eur-SE, [13Eur-SE, [14Eur-E, 33Cauc,34 As-W, | Phan; 20(35) m                  |
| Corylus colurnoides, Corylus ×colurnoides C.K.Schneid.                        | Corylus avellana × C. colurna | | cult | Nphan, Phan; 20 m               |
| Corylus cornuta Marshall                                                      | Corylus rostrata Aiton | | 71Can-W, 72Can-E, 73EUA-NW, 74EUA-CN, 75EUA-NE, 76EUA-SW, 78EUA-SE, | Nphan, Phan; 2-8(15) m          |
| Corylus fargesii (Franch.) C.K.Schneid.                                       | Corylus rostrata var. fargesii Franch., Corylus mandshurica var. fargesii (Franch.) Burkill                                                                            | | 36Xina, | Phan; 25 m                      |
| Corylus ferox _Wall.                                                          | - | | 36Xina, 36Tib, 40SubcInd, 41Indox, | Phan; 10-20 m                   |
| Corylus ferox var. tibetica (Batalin) Franch.                                 | Corylus tibetica Batalin | | 36Xina, 36Tib, | Phan; 8-15 m                    |
| Corylus heterophylla Fisch. ex Trautv.                                        | - | | 30Sib, 31ExtOrRus, 36Xina, 36Tib, 37Mong, 38As-E, cult(14Eur-E, 38As-E), | Nphan, Phan; 2-7 m              |
| Corylus heterophylla var. sutchuenensis Franch.                               | Corylus kweichowensis Hu, Corylus kweichowensis Hu | | 36Xina, | Nphan, Phan; 3-7 m              |
| Corylus jacquemontii Decne                                                    | Corylus colurna var. lacera (Wall.) A. DC | | 34As-W, 40SubcInd, | Phan; 25 m                      |
| Corylus maxima Mill. (< Corylus avellana s.l.)                                | Corylus arborescens G.Gaertn., B.Mey. & Scherb., Corylus avellana var. tubulosa Loudon, Corylus lambertiana hort.                                                      | | [10Eur-N, [11Eur-C, [12Eur-SW (Fra, ICor), 13Eur-SE, [13Eur-SE, [14Eur-E, [33Cauc, 34As-W, | Nphan, Phan; 3-10 m             |
| Corylus maxima 'Purpurea'; etc.                                               | Corylus avellana var. purpurea Loudon, Corylus maxima var. purpurea (Loudon) Rehder; etc.                                                                              | | cult-orn |                                 |
| Corylus potaninii Bobrov                                                      | - | | 36Xina, | Nphan;                          |
| Corylus sieboldiana Blume                                                     | Corylus heterophylla var. sieboldiana (Blume) A.DC. | | 30Sib, 31ExtOrRus, 36Xina, 38As-E, | Nphan; 2-5 m                    |
| Corylus sieboldiana var. mandshurica (Maxim.) C.K.Schneid.                    | Corylus brevituba Kom., Corylus mandshurica Maxim. | | 30Sib, 31ExtOrRus, 36Xina, 38As-E, | Nphan, Phan; 6 m                |
| Corylus sieboldiana var. sieboldiana                                          | Corylus hallaisanensis Nakai, Corylus sieboldiana var. brevirostris C.K.Schneid.                                                                                       | | 38As-E, |                                 |
| Corylus vilmorinii, Corylus ×vilmorinii Rehder                                | Corylus avellana × C. chinensis | | cult, | Phan; 25 m                      |
| Corylus wangii Hu                                                             | - | | 36Xina, cult, | Nphan, Phan; 7 m                |
| Corylus yunnanensis (Franch.) A.Camus                                         | Corylus heterophylla var. yunnanensis Franch. | | 36Xina, | Nphan, Phan; 7 m                |

WGSRPD = World Geographical Scheme for Recording Plant Distributions - Sistema geogràfic mundial per al registre de la distribució de les plantes.
n, natz = naturalitzada, subespontània;  c, cult = cultivada;  [... = introduïda (sense especificar);  
Forma vital (g = alçària de les gemmes persistents) Forma vital de Raunkiær, WCSP, Flora dels Països Catalans, ...}.
f.v.: Phan = Phanerophyta (faneròfits; g > 2-3 m);  Nphan = Nanophanerophyta (nanofaneròfits; 2-3 > g > 0,2-0,5 m);
Alçària (h): alçària total de l'arbre o de la planta (m)
[pr]: nom preferent;  [flos]: flor;  [amnt]: ament;  [frut]: fruit;  [semn]: llavor;  [cupl]: cúpula, involucre;  
[silv]: salvatge, silvestre;  [cult-frut], [prod-frut]: cultivada /producció de fruit;  [cult-orn] = cultivada ornamental